# Hněvnice
Hněvnice jsou obec v okrese Plzeň-sever v Plzeňském kraji. Leží dvacet kilometrů západně od Plzně. Žije v nich 124 obyvatel.
Na jih od obce se nachází dálnice D5 z Plzně do Německa; nejbližší nájezd na dálnici je však vzdálen sedm kilometrů.

## Historie
První písemná zmínka o vesnici pochází z roku 1115.

## Obyvatelstvo
| Rok            | 1869 | 1880 | 1890 | 1900 | 1910 | 1921 | 1930 | 1950 | 1961 | 1970 | 1980 | 1991 | 2001 | 2011 | 2021 |
| -------------- | ---- | ---- | ---- | ---- | ---- | ---- | ---- | ---- | ---- | ---- | ---- | ---- | ---- | ---- | ---- |
| Počet obyvatel | 356  | 359  | 362  | 354  | 332  | 292  | 312  | 164  | 178  | 164  | 112  | 87   | 94   | 104  | 106  |
| Počet domů     | 51   | 54   | 56   | 58   | 60   | 60   | 66   | 50   | 40   | 43   | 40   | 37   | 43   | 44   | 45   |

## Obecní správa
Mezi lety 1850–1960 byly Hněvnice obcí v okrese Stříbro (1850–1950) a později v okrese Plzeň-sever. V letech 1960–1992 patřily jako část obce k Heřmanově Huti a od 1. ledna 1993 jsou opět samostatnou obcí.

### Obecní symboly
Znak a vlajka byly obci uděleny rozhodnutím předsedy Poslanecké sněmovny Parlamentu České republiky dne 17. února 2006.

## Galerie

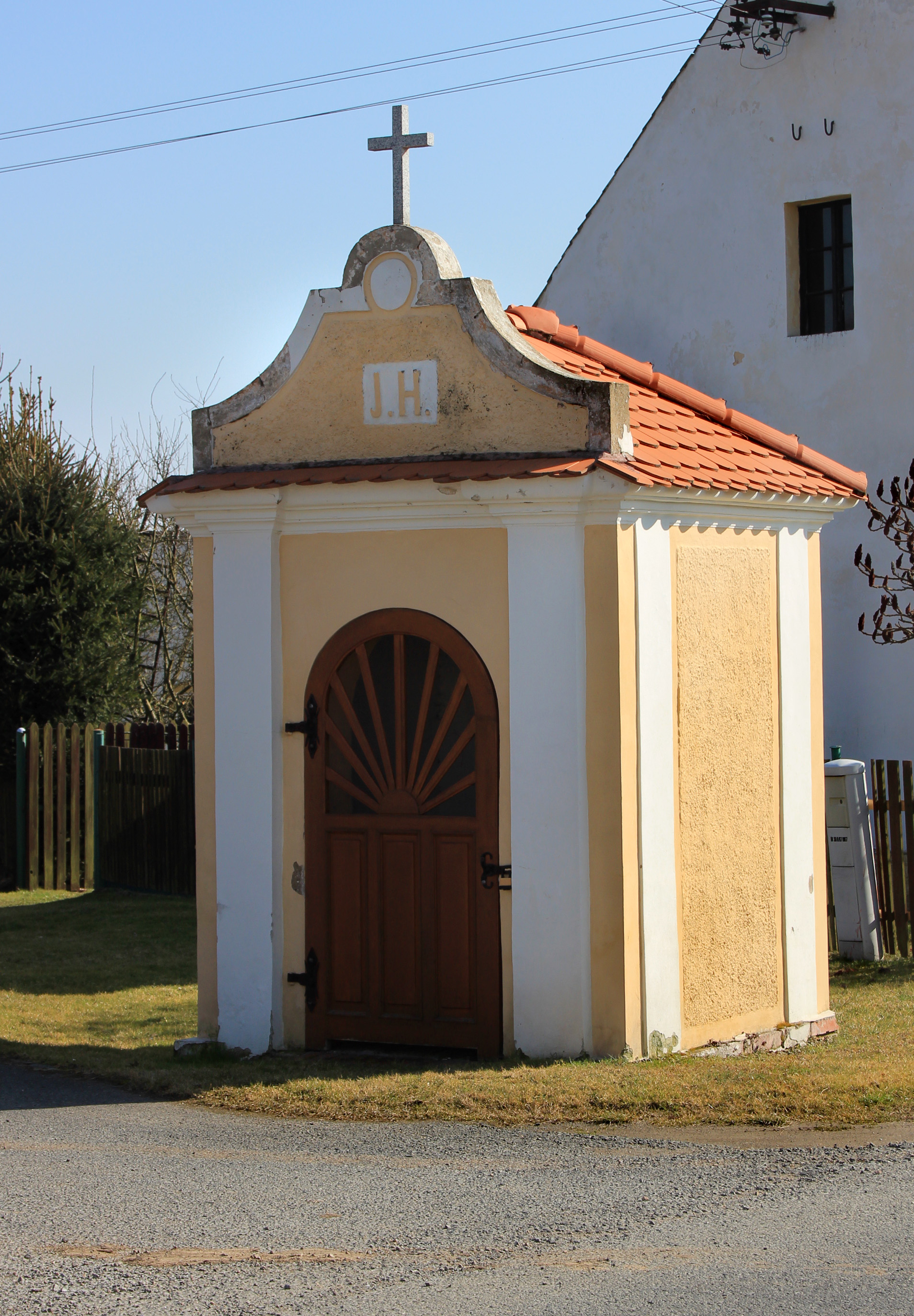
Kaple na jihu vsi
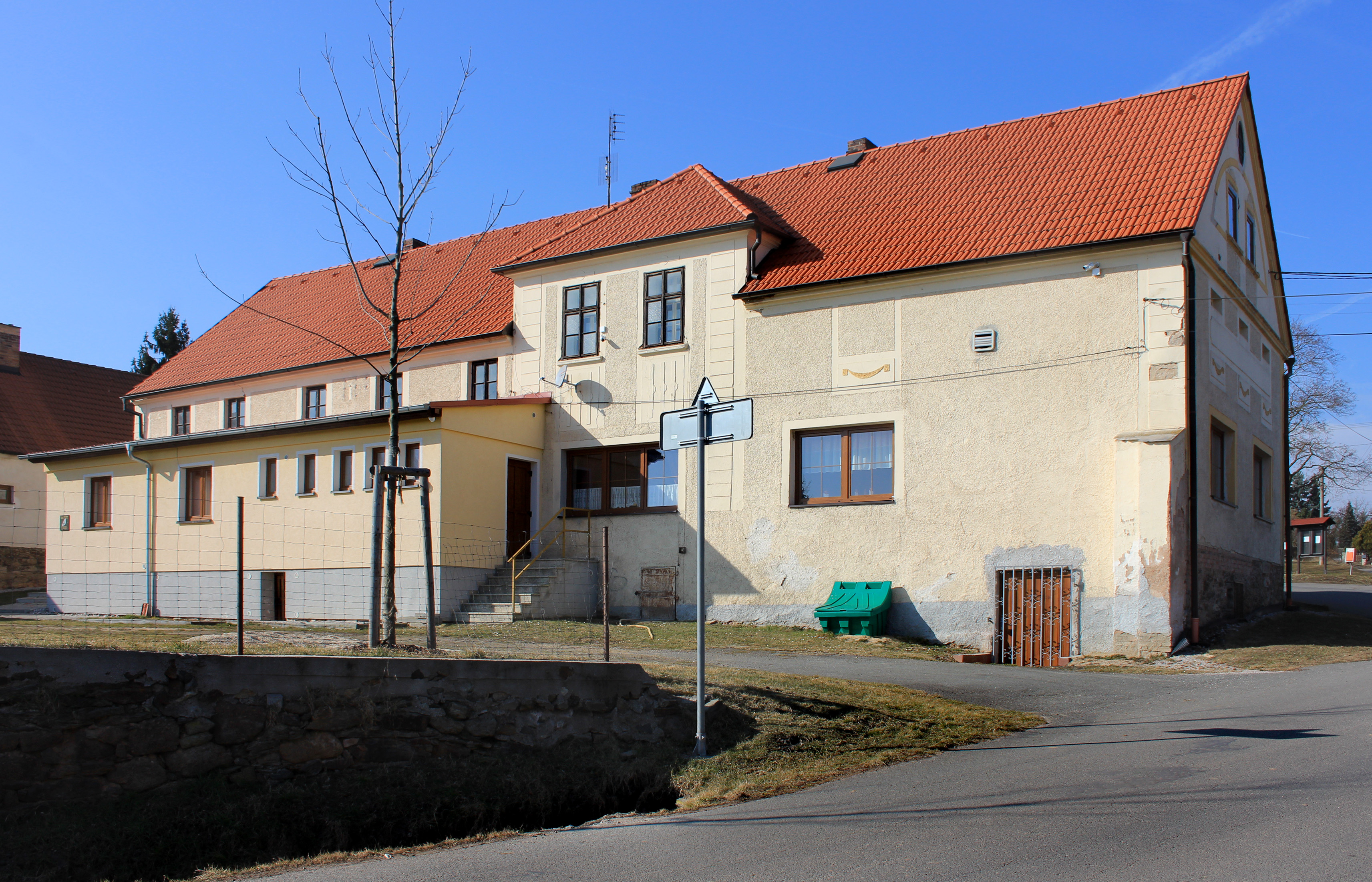
Obecní úřad a hospoda
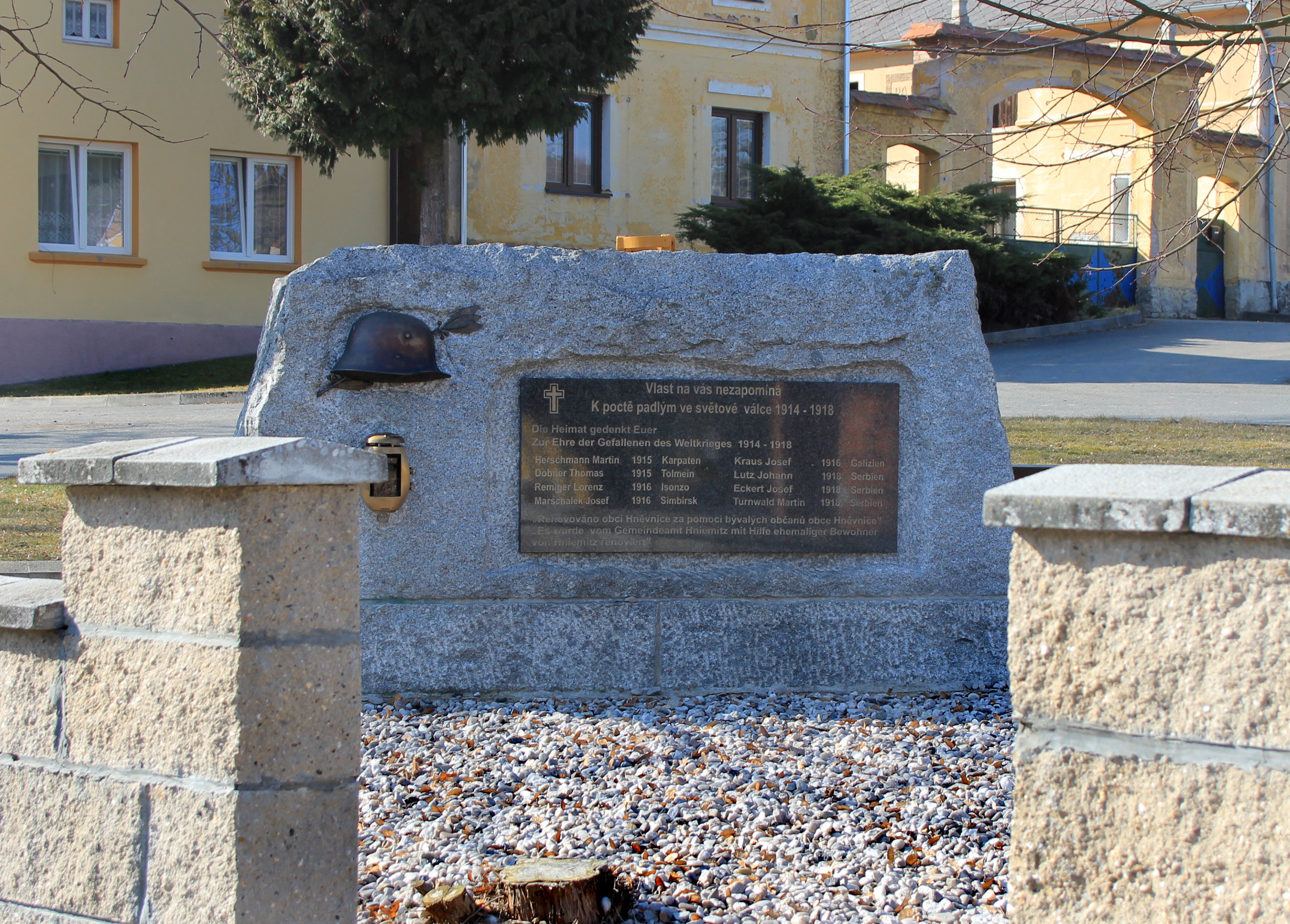
Památník obětem první světové války
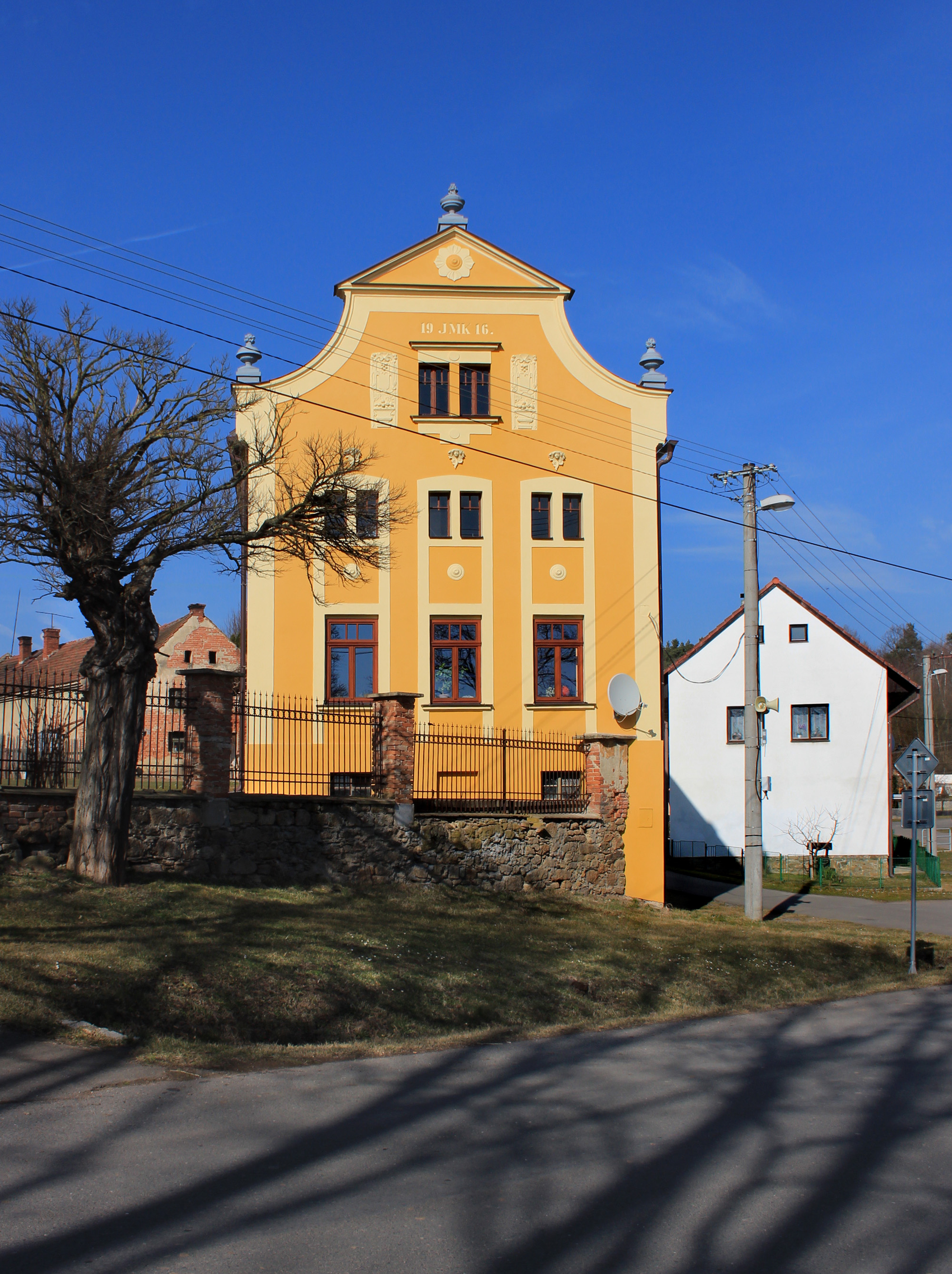
Městský dům u návsi